# دوبيران سفلي
دوبيران سفلي (بالفارسية: دوبیران سفلی) هي قرية تقع في Sarab Rural District في إيران. يقدر عدد سكانها بـ 277 نسمة بحسب إحصاء 2016.